# Olekszyn (przystanek kolejowy)
Olekszyn – przystanek kolejowy w Łagiewnikach Kościelnych, w województwie wielkopolskim, w Polsce. Stacja nieczynna, obecnie przejeżdżają tylko składy towarowe. Budynek stacyjny zamieniony został w prywatne mieszkanie.
| Olekszyn                                                    |  |                                   |
| Linia 377. Gniezno Winiary - Sława Wielkopolska (21,477 km) |  |                                   |
| Kłecko Wielkopolskieodległość: 5,965 km                     |  | Rybno Wielkie odległość: 4,054 km |